# Lost in the Pacific
Lost in the Pacific (en chino tradicional, 蒸發太平洋; en chino simplificado, 蒸发太平洋; pinyin, Zhēngfā Tàipíng Yáng) es una película china de acción protagonizada por Brandon Routh y Zhang Yuqi. El rodaje tuvo lugar durante la primavera de 2015 en Pinewood Studios ubicado en Malasia. Fue estrenada el 29 de enero de 2016.

## Reparto
- Brandon Routh como Mike.
- Zhang Yuqi como Ruoxin.
- Russell Wong como Gary Gao.
- Vincent M. Ward como Rodman.
- Dai Xiangyu como Xiang.
- Bernice Liu como Nikki Lee.
- Debbie Goh como Lily Young.
- Sunny Wang como Colin.
- Jiang Mengjie como Mia.
- Bobby Tonelli como Jason.
- Dominic Zhai como Bob.
- Tazito Garcia como Princesa Khadsa.
- Steven Dasz como Soldado 2.